# Гаусвайлер
Гаусвайлер (нім. Hausweiler) — громада в Німеччині, розташована в землі Рейнланд-Пфальц. Входить до складу району Кузель. Складова частина об'єднання громад Лаутереккен-Вольфштайн.
Площа — 1,56 км2. Населення становить 40 ос. (станом на 31 грудня 2020).